# SK Sturm Graz (femenino)
El Sportklub Sturm Graz es la división de fútbol femenino del SK Sturm Graz con sede en Graz. El club fue fundado en 1909, sin embargo, la sección femenina existe desde 2011. El club juega en la ÖFB-Frauenliga, la máxima categoría del fútbol femenino nacional en Austria y es competidora habitual en la Liga de Campeones Femenina de la UEFA.
Sturm Graz juega sus partidos de local en el Messendorf Trainingszentrum, un estadio con capacidad para 1.500 personas que se encuentra en Graz.

## Historia
El club se formó en 2011 después de hacerse cargo del equipo femenino de FC Stattegg, a pesar del interés de sus rivales Grazer AK en hacerse cargo también del equipo.
El club empezó jugando en la 2ª Liga Femenina Este, antes de ascender a finales de la 2012/13 a la ÖFB-Frauenliga.
Después de un octavo puesto en su temporada inaugural en la máxima categoría, Sturm Graz fue viento en popa y se clasificó para la Liga de Campeones Femenina de la UEFA tras terminar segundo en la temporada 2015/16. Fueron eliminados en su primera campaña de la Liga de Campeones Femenina de la UEFA en los dieciseisavos de final, perdiendo 0-9 en el global ante Zúrich. Desde la temporada 2015/16, Sturm Graz ha terminado como subcampeón dos veces más.